# Wisła Kraków
O Wisła Kraków Sportowa Spółka Akcyjna, abreviado Wisła Kraków (pronúncia: Veeswa Krakouf), normalmente em português Wisla Cracóvia é um clube de futebol polonês da cidade de Cracóvia que disputa a 2ª Divisão.
O clube faz rivalidade com outra equipe da mesma cidade, o Cracóvia, cujo confronto é conhecido como Holy War (Guerra Santa). 

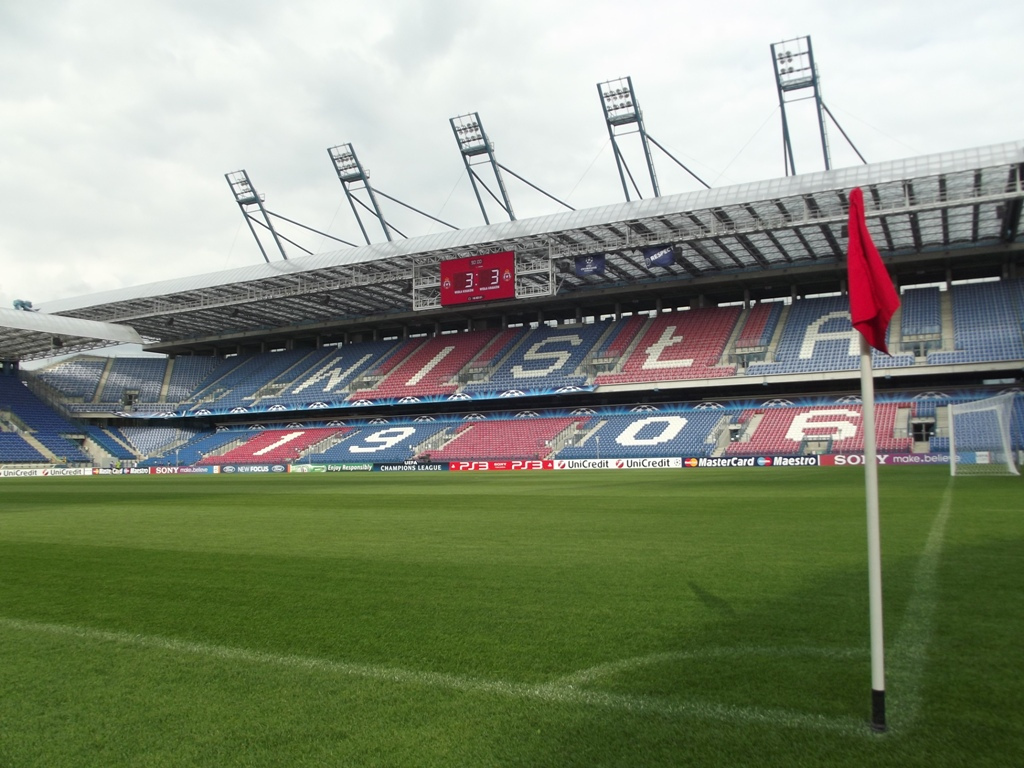
Estádio Henryk Reyman

## Títulos
- Campeonato Polonês (Ekstraklasa)
  - (14): 1927, 1928, 1949, 1950, 1951, 1978, 1999, 2001, 2003, 2004, 2005, 2008, 2009, 2011

- Copa da Polônia (Puchar Polski)
  - (4): 1926, 1967, 2002, 2003, 2024

- Copa da Liga Polonesa (Puchar Ligi Polskiej)
  - (1): 2001

- Supercopa da Polônia (Superpuchar Polski)
  - (1): 2001

## Uniformes

### Uniformes atuais
| Primeiro Uniforme | Segundo Uniforme | Terceiro Uniforme | Primeira Combinação | Segunda Combinação |